# Haakon Sandtorp
Haakon Ingolf Sandtorp (* 22. August 1911 in Oslo; † 9. August 1974 ebenda) war ein norwegischer Radrennfahrer und nationaler Meister im Radsport.

## Sportliche Laufbahn
Sandtorp war im Bahnradsport aktiv. Er war Teilnehmer der Olympischen Sommerspiele 1936 in Berlin und einer von zwei norwegischen Startern im olympischen Bahnradsport. Im Sprint unterlag er in seinem Vorlauf gegen Werner Wägelin. Im Hoffnungslauf gewann er gegen Manuel Riquelme. In der 2. Runde schied er gegen den späteren Olympiasieger Toni Merkens aus.
Bei den nationalen Meisterschaften im Bahnradsport gewann Sandtorp mehrere Titel. 1931, 1932, 1936, 1937 und 1938 siegte er im 1000-Meter-Zeitfahren. Den Titel über 10 Kilometer holte er 1932, 1936 und 1937. Bei den Nordischen Meisterschaften gewann er 1929 und 1937 die Silbermedaille über 10 Kilometer. 1933 wurde er Dritter im Zeitfahren. Sandtorp startete dreimal bei den Bahnradsport-Weltmeisterschaften.
Sandtorp startete für den Verein IK Hero. Er war zwei Jahre lang Vizepräsident des norwegischen Radsportverbandes und von 1950 bis 1952 dessen Präsident.